# Фалконий, Иван Иванович
Иван Иванович Фалконий (1757—1840) — генерал-майор корпуса инженеров путей сообщения.

## Биография
Родился в 1757 году в голландском городе Бреда.
Из инженер-поручиков голландской службы, в которой он состоял с 1778 года по Высочайшему указу 1783 года он был принят в русскую службу — инженер-капитаном в полевой инженерный корпус. В 1784 году он был направлен в Ригу, а в 1787 году — во время турецкого похода — в Херсон, в Екатеринославскую армию. В 1788 году принял деятельное участие в осаде Очакова, но, по болезни, был вынужден уехать в Херсон. По выздоровлении, в 1790 году вернулся в армию и участвовал при атаке и взятии городов Бендер, Килии и Измаила, за что был награждён Георгиевским крестом; в этом же году, 11 ноября, был произведён в майоры.
В 1793 году участвовал в осаде Варшавы, возводя батареи и укрепления, в переправе через Вислу при сражении под Мацеёвицами и, наконец, в штурме Праги; за мужество и распорядительность, выказанные им в этих делах, И. И. Фалконий был произведён в подполковники и получил от прусского короля орден Pour le Mérite.
В 1799—1803 годах он руководил работами по сооружению Огинского канала, за что был пожалован бриллиантовым перстнем.
В январе 1804 года был произведён в генерал-майоры и назначен старшим членом в комиссию улучшения русла реки Неман и работал в этой комиссии совместно с прусскими чиновниками до ее упразднения в 1807 году.
Заведовал Огинским каналом до 1810 года, пока не был переведён 23 мая 1810 года из сухопутного инженерного корпуса во вновь созданный корпус инженеров путей сообщения с назначением начальником VI инженерного округа (Слоним). Во время Отечественной войны 1812 года управлял в V округом (Киев), а в 1813 году, возвратившись в Польшу, снова вступил в управление VI округом. За сохранение, во время военных действий, архивов и денежной казны был пожалован 4 мая 1816 года орденом Св. Владимира 3-й степени; 9 февраля 1823 года получил в награду на 12 лет имение Ключ Пржилуцкий в Гродненской губернии.
По болезни в 1830 году был уволен от управления VI округом, а в 1833 году вышел в отставку.
Умер 20 апреля (2 мая) 1840 года.